# LVCI 111–119, 130
Die LVCI 111–119, 130 waren Dampflokomotiven der Lombardisch-venetianischen und central-italienischen Eisenbahn-Gesellschaft (LVCI), einer privaten Bahngesellschaft Österreich-Ungarns.
Die 10 Lokomotiven wurden von Parent & Schaken 1857 und 1859 an die LVCI geliefert.
Sie erhielten die Betriebsnummern 111–119 sowie 130 (andere Quellen nennen 106–115).
Die Südbahngesellschaft (SB) übernahm neun dieser Loks (111–119) in ihren Bestand als Reihe 21 mit den SB-Nummern 111–119.
1867 kamen die neun Lokomotiven zur Strade Ferrate Alta Italia (SFAI), die ihnen gemeinsam mit der von der LVCI stammenden zunächst die Nummern 718–727, später 782–791 gab.
Über die Rete Adriatica, die ihnen die Nummern 3036–3045 zuwies, kam 1905 die 3042 als 3955 noch zur FS.
Die anderen neun Maschinen wurden von der RA von 1899 bis 1904 ausgemustert.